# Christopher Dresser
Christopher Dresser (Glasgow, 4 de julio de 1834-Mulhouse, 24 de noviembre de 1904) fue un diseñador y escritor sobre diseño. Actualmente conocido como el primer diseñador industrial británico independiente.
Contribuyó al Aesthetic Movement y se vio ligado al movimiento de Arts and Crafts (Artes y Oficios). Colaboró con algunas láminas al Grammar de Owen Jones, en la que se muestran motivos florales con nítidos perfiles.
Dresser publicó cuatro libros sobre diseño, que transmiten su perspectiva sobre la disciplina:
- The Art of Decorative Design (1862).
- Principles of Decorative Design (1873).
- Studies in Design (1876).
- Modern Ornamentation (1886).